# Lopharcha amethystas
Lopharcha amethystas es una especie de polilla de la familia Tortricidae. Se encuentra en Assam, India.